# Centralne Archiwum Fonograficzne
Centralne Archiwum Fonograficzne – jednostka archiwalna powstała w 1934 przy Bibliotece Narodowej. Jej założycielem był Julian Pulikowski. Archiwum gromadziło zbiory fonograficzne polskiej muzyki tradycyjnej, rejestrowane na terenie różnych regionów Polski.

## Historia
Pierwszym polskim archiwum fonograficznym było poznańskie Regionalne Archiwum Fonograficzne, założone przez Łucjana Kamieńskiego w 1930. Cztery lata później, wykształcony za granicą Pulikowski powołał do życia placówkę centralną. W założeniu, poza gromadzeniem własnych zbiorów, miała ona przechowywać kopie z różnych jednostek regionalnych, jednak poza CAF i RAF nie powstało do 1939 żadne inne archiwum. Pierwsze nagrania w CAF powstały 29 lipca 1935. Archiwum funkcjonowało do momentu wybuchu drugiej wojny światowej, w trakcie której zdecydowana większość zgromadzonych fonogramów uległa bezpowrotnemu zniszczeniu.

## Zbiory
W archiwum, będącym częścią Zbiorów Specjalnych Biblioteki Narodowej, gromadzono nagrania terenowe z terenu całej Polski. Ich autorami byli nie tylko pracownicy archiwum ale często także współpracownicy z wielu regionów Polski, którzy na co dzień pracowali jako: nauczyciele, organiści, kompozytorzy, kapelmistrzowie czy księża. Po przeszkoleniu i zaopatrzeniu w fonograf i wałki, rejestrowali oni nagrania w swoim regionie. Nagrań dokonywano na terenie Drugiej Rzeczypospolitej, lecz nie powielano rejestracji na terenach wielkopolskich, gdzie dokumentacją zajmowali się pracownicy RAF.
Do 1939 zgromadzono 20 000 nagrań utworów instrumentalnych oraz wokalnych, zarejestrowanych na blisko 5000 wałków woskowych. W odróżnieniu od RAF, w CAF rejestrowano prawie wyłącznie na wałkach woskowych; nagrania na płytach zaczęły pojawiać się w CAF dopiero w 1937.
Oprócz rejestracji fonograficznych w zbiorach znalazło się także 3478 zapisów pieśni (melodia wraz ze słowami), 891 zapisów samych tekstów pieśni oraz 709 zapisów melodii instrumentalnych. W Archiwum znajdowały się także odpisy z dzieł Oskara Kolberga. 

## Badania terenowe
W latach 1935–1939 zorganizowano pierwszą ogólnopolską akcję dokumentowania folkloru muzycznego, rejestracje te jednak zostały zniszczone w trakcie wojny, i dopiero nagrania z ogólnopolskiej Akcji Zbierania Folkloru Muzycznego z l. 1950–1954 przedstawiają ogólnokrajowy obraz muzyki tradycyjnej.
Wyróżnić można trzy rodzaje dokumentacji terenowych, stosowanych w tym CAF:
1. Krótkie, kilkudniowe rejestracje w terenie, wykonywane przez Juliana Pulikowskiego i studentów
2. Dłuższe objazdy terenowe w różnych regionach Polski, wykonywane przez pracowników CAF
3. Stacjonarne rejestracje prowadzone przez miejscowych współpracowników CAF

W odróżnieniu od Regionalnego Archiwum Fonograficznego, w CAF działało sporo zbieraczy-amatorów, dzięki którym zarejestrowano sporo materiału, jednak jego jakość pozostawiała wiele do życzenia. Ten typ zbierania melodii nawiązywał do działań znanych z terenów austriackich.
Zespół współpracowników CAF liczył około 23. osób, wśród nich byli m.in.: Jerzy Olszewski, który nagrywał w okolicach Bielska Podlaskiego czy w Prusach Wschodnich, Bonifacy Zielonka (nagrania na Kurpiach), Tadeusz Prejzner (rejestracja ze Śląska), Jerzy Cechmistruk i Jan Gipski (rejestracje na Wołyniu), Józef Klukowski (Huculszczyzna), Krystyna Krahelska (ówczesny powiat nowogrodzki).
Materiał zarejestrowany w terenie opracowywano w archiwum, tworząc kartotekę nagrań, sklasyfikowanych w oparciu o miejscowości.

## Spuścizna. Odnalezione wałki fonograficzne
Większość zbiorów CAF uległa zniszczeniu w Powstaniu Warszawskim – została spalona w październiku 1944 Kilka lat temu szczęśliwie odnalazły się 4 wałki zarejestrowane przez współpracownika CAF – Bonifacego Zielonkę, na których zarejestrował on folklor kujawski. Nagrania odnaleziono przy okazji badań dotyczących regionalnego oddziału Polskiego Towarzystwa Ludoznawczego w Toruniu. Wałki fonograficzne odnaleziono w papierowych pudełkach, na których znajdowały się pieczątki CAF wraz z numerem. Dodatkowo odnaleziono także dwa zeszyty zapisane przez Bonifacego Zielonkę, których treść uzupełnia znalezione nagrania. 
Obecnie wałki są własnością Muzeum Etnograficznego w Toruniu. Nagrania zostały zdigitalizowane w 2018 przez Jacka Jackowskiego ze Zbiorów Fonograficznych IS PAN oraz inż. Franza Lechleitnera z wiedeńskiego Phonogrammarchiv, zatrudnionego w ramach projektu "Polska muzyka tradycyjna - dziedzictwo fonograficzne. Stan aktualny, zachowanie, udostępnianie. Etap VI", realizowanego w Instytucie Sztuki PAN. 
Materiał, zarejestrowany na wałkach przez Zielonkę zawierał ok. 15 fragmentów pieśni.